# 카라주
카라주(프랑스어: Région de la Kara)는 토고의 주로, 주도는 카라이다.

## 개요
북쪽으로는 사반주, 남쪽으로는 중앙주와 인접해 있으며 서쪽으로는 가나, 북동쪽과 남동쪽으로는 베냉과 국경을 맞대고 있다.

## 행정 구역

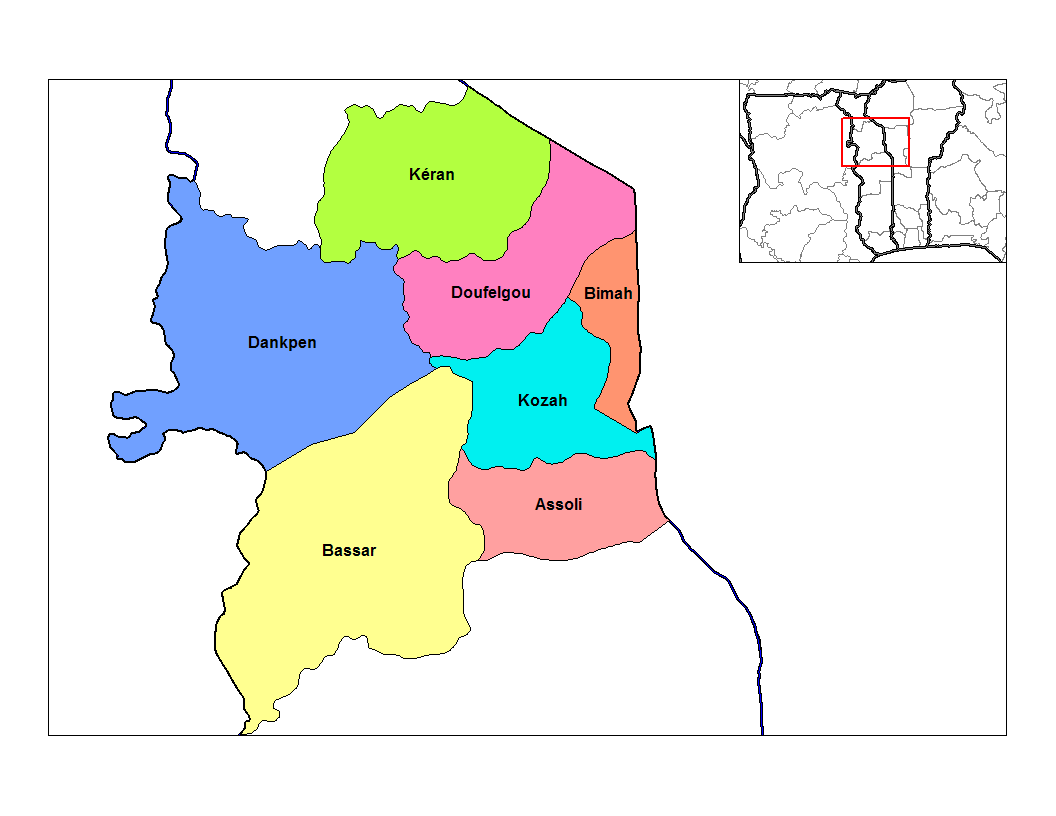
카라주의 현

7개 현을 관할한다.
- 아솔리현
- 바사르현
- 비마현
- 당크펜현
- 두펠구현
- 케란현
- 코잡현

## 같이 보기
- 토고의 행정 구역